# Atom Willard
Adam David "Atom" Willard, född 15 augusti 1973 i San Diego, är en amerikansk musiker. Hans musikkarriär började i punkrockbandet Rocket from the Crypt 1990 och han var med i bandet till 2000, även om han sedan oktober 2011 har uppträtt flera gånger med Rocket from the Crypt. Willard spelade i bandet The Special Goodness innan han 2003 gick med i The Offspring. Willard lämnade The Offspring i juli 2007 för att istället fokusera på Angels & Airwaves, ett band han lämnade den 4 oktober 2011. Willard har även samarbetat med artister såsom Social Distortion, Danko Jones, Against Me!, theHELL, Moth och Melissa Auf der Maur, Alkaline trio.

## Musikkarriär
Willards första band var Rocket from the Crypt som han gick med år 1990 efter att den förre trumslagaren Sean hade flyttat från San Diego. Han medverkade på albumen Circa: Now! (1992), Hot Charity (1995), Scream, Dracula, Scream! (1995) och RFTC (1998). 2000 lämnade Willard bandet efter att han hade haft meningsskiljaktigheter med de andra bandmedlemmarna. Han ersattes av trumslagaren Mario Rubalcaba, men sedan oktober 2011 har han uppträtt flera gånger med bandet. Efter att Willard hade lämnat Rocket from the Crypt samarbetade han med Patrick Wilson i bandet The Special Goodness.
2003 blev Willard trumslagare i The Offspring och han ersatte Ron Welty som hade varit trumslagare i bandet sedan juli 1987. På The Offsprings album Splinter (2003) var det dock Josh Freese som var trumslagare och inte Willard. Willard medverkade i musikvideorna till "(Can't Get My) Head Around You" och "Can't Repeat" och spelade trummor på låten "Next to You" som kom med på Greatest Hits (2005). I juli 2007 meddelade Willard officiellt att han hade lämnat The Offspring och han ersattes av Pete Parada.
2005 gick Willard med i Angels & Airwaves och han medverkade på albumen We Don't Need to Whisper (2006), I-Empire (2007), Love (2010) och Love: Part Two (2011). Den 4 oktober 2011 lämnade Willard Angels & Airwaves. Innan uppbrottet spelade han med Social Distortion och efter uppbrottet med Angels & Airwaves har han spelat med banden theHELL, Danko Jones och Against Me!.
I juni 2023 gick Willard med i bandet Alkaline trio som han även tidigare hade turnerat med 2001.